# IC 196
IC 196 هو اصطدام مجري، يقع في كوكبة الحمل (كوكبة). يبعد عن الأرض 50.78.، ويبعد عن الأرض 48.66.

## روابط خارجية
- IC 196 على موقع ويكي سكاي: DSS2, SDSS, GALEX, IRAS, Hydrogen α, X-Ray, Astrophoto, Sky Map, Articles and images